# Floß
Floß est une commune de Bavière (Allemagne), située dans l'arrondissement de Neustadt an der Waldnaab, dans le district du Haut-Palatinat.

## Histoire
| Appartenances historiques Duché de Bavière-Landshut 1373-1392 Duché de Bavière-Ingolstadt 1392-1447 Duché de Bavière-Landshut 1447-1504 Duché de Palatinat-Neubourg 1504–1614 Duché de Palatinat-Soulzbach 1614–1742 Palatinat du Rhin 1742-1777 Électorat de Bavière 1777–1806 Royaume de Bavière 1806–1918 République de Weimar 1918–1933 Reich allemand 1933–1945 Allemagne occupée 1945–1949 Allemagne 1949–présent |